# Список дипломатических миссий Румынии

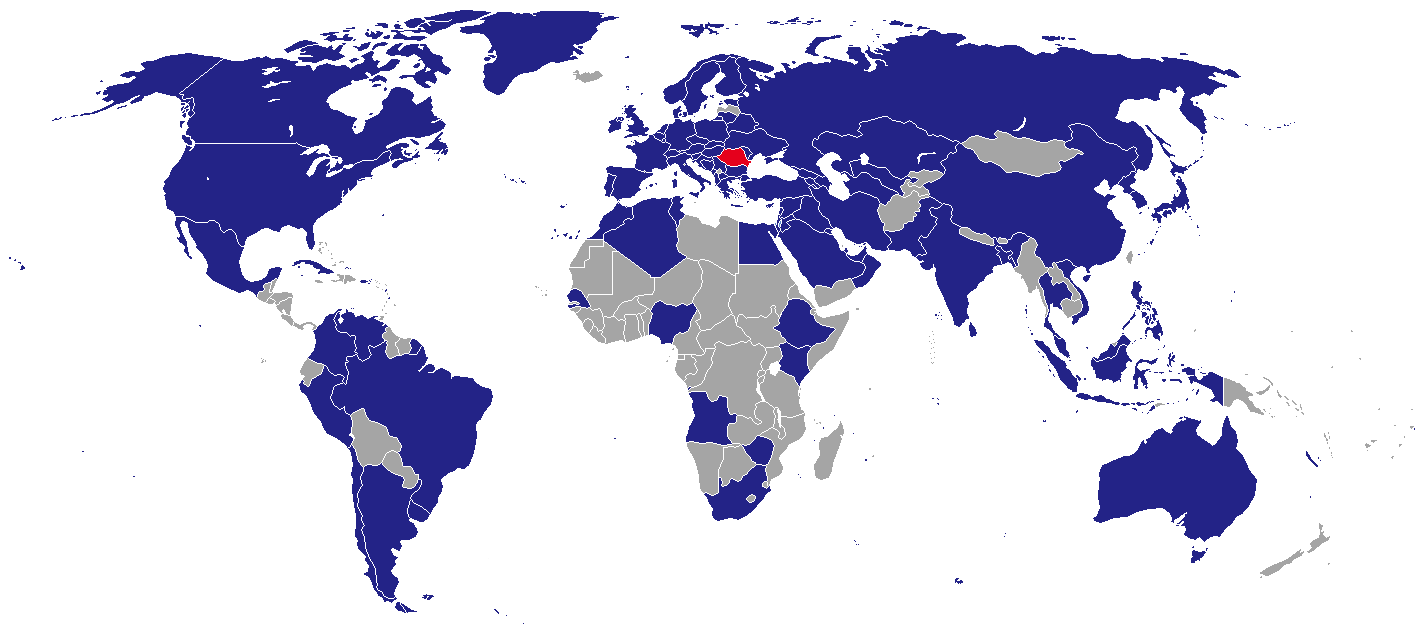

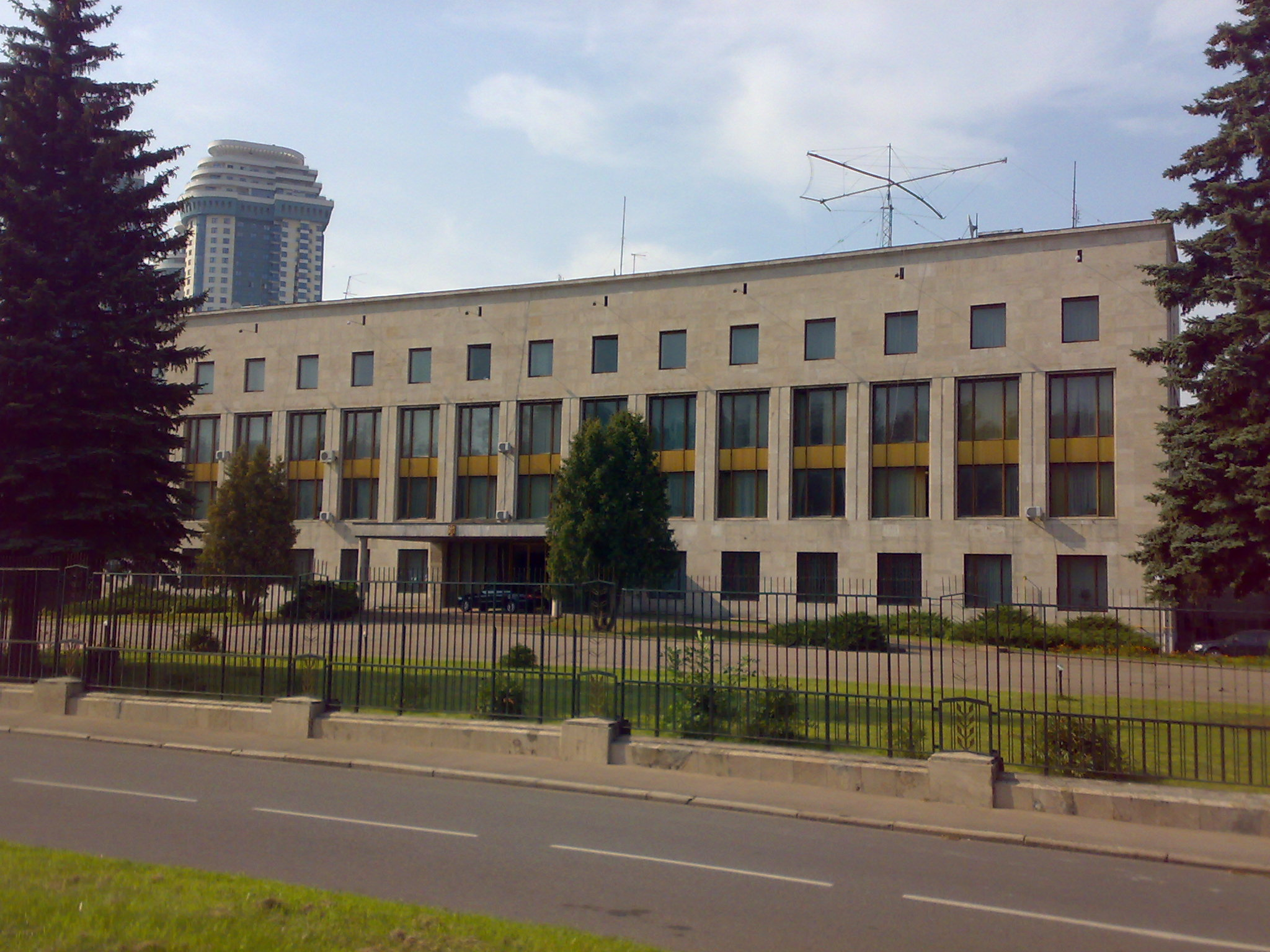
Посольство Румынии в Москве

Список дипломатических миссий Румынии — Румыния обладает разветвлённой сетью своих дипломатических представительств во всех регионах мира. В течение многих лет, в том числе и в период социалистического строительства, эта страна проводила достаточно независимую внешнюю политику. Так, после ближневосточной Семидневной войны 1967 года Румыния в течение десятилетий оставалась единственным социалистическим государством, сохранившим дипломатические отношения с Израилем.

## Европа
- Албания, Тирана (посольство)
- Армения, Ереван (посольство)
- Австрия, Вена (посольство)
- Азербайджан, Баку (посольство)
- Белоруссия, Минск (посольство)
- Бельгия, Брюссель (посольство)
- Босния и Герцеговина, Сараево (посольство)
- Болгария, София (посольство)
- Хорватия, Загреб (посольство)
- Кипр, Никосия (посольство)
- Чехия, Прага (посольство)
- Дания, Копенгаген (посольство)
- Финляндия, также для Эстонии, Хельсинки (посольство)
- Франция, Париж (посольство)
  - Лион (генеральное консульство)
  - Марсель (генеральное консульство)
  - Страсбург (генеральное консульство)
- Грузия, Тбилиси (посольство)
- Германия, Берлин (посольство)
  - Бонн (генеральное консульство)
  - Мюнхен (генеральное консульство)
- Греция, Афины (посольство)
  - Салоники (генеральное консульство)
- Ватикан (посольство)
- Венгрия, Будапешт (посольство)
  - Дьюла (генеральное консульство)
  - Сегед (генеральное консульство)
- Ирландия, Дублин (посольство)
- Италия, Рим (посольство)
  - Болонья (генеральное консульство)
  - Милан (генеральное консульство)
  - Триест (генеральное консульство)
  - Турин (генеральное консульство)
- Литва, также для Латвии, Вильнюс (посольство)
- Люксембург (посольство)
- Македония, Скопье (посольство)
- Молдова, Кишинёв (посольство)
  - Бельцы (генеральное консульство)
  - Кахул (генеральное консульство)
  - Унгены (консульство)
- Черногория, Подгорица (посольство)
- Нидерланды, Гаага (посольство)
- Норвегия, Осло (посольство)
- Польша, Варшава (посольство)
- Португалия, Лиссабон (посольство)
- Россия, Москва (посольство)
  - Ростов-на-Дону (генеральное консульство)
  - Санкт-Петербург (генеральное консульство)
- Сербия, Белград (посольство)
  - Вршац (генеральное консульство)
- Словакия, Братислава (посольство)
- Словения, Любляна (посольство)
- Испания, мадрид (посольство)
  - Барселона (генеральное консульство)
  - Бильбао (генеральное консульство)
  - Севилья (генеральное консульство)
  - Кастельон-де-ла-Плана (консульство)
  - Сарагоса (консульство)
- Швеция, Стокгольм (посольство)
- Швейцария, Берн (посольство)
- Украина, Киев (посольство)
  - Черновцы (генеральное консульство)
  - Одесса (генеральное консульство)
- Великобритания, Лондон (посольство)
  - Эдинбург (консульство)

## Америка
- Канада, Оттава (посольство)
  - Монреаль (генеральное консульство)
  - Торонто (генеральное консульство)
  - Ванкувер (генеральное консульство)
- Куба, Гавана (посольство)
- Мексика, Мехико (посольство)
- США, Вашингтон (посольство)
  - Чикаго (генеральное консульство)
  - Лос-Анджелес (генеральное консульство)
  - Нью-Йорк (генеральное консульство)
- Аргентина, Буэнос-Айрес (посольство)
- Бразилия, Бразилиа (посольство)
  - Рио-де-Жанейро (генеральное консульство)
- Чили, Сантьяго (посольство)
- Колумбия, Богота (посольство)
- Перу, Лима (посольство)
- Уругвай, Монтевидео (посольство)
- Венесуэла, Каракас (посольство)

## Ближний и Средний Восток
- Иран, Тегеран (посольство)
- Ирак, Багдад (посольство)
- Израиль, Тель-Авив (посольство)
- Иордания, Амман (посольство)
- Кувейт, Эль-Кувейт (посольство)
- Ливан, Бейрут (посольство)
- Государство Палестина, Рамаллах (посольство)
- Катар, Доха (посольство)
- Саудовская Аравия, Эр-Рияд (посольство)
- Сирия, Дамаск (посольство)
- Турция, Анкара (посольство)
  - Измир (генеральное консульство)
- ОАЭ, Абу-Даби (посольство)
  - Дубай (генеральное консульство)

## Африка
- Алжир, Эль-Джазаир (посольство)
- Ангола, Луанда (посольство)
- Египет, Каир (посольство)
- Эфиопия, Аддис-Абеба (посольство)
- Кения, Найроби (посольство)
- Ливия, Триполи (посольство)
- Марокко, Рабат (посольство)
- Нигер, Ниамей (посольство)
- Нигерия, Абуджа (посольство)
  - Лагос (консульство)
- Сенегал, Дакар (посольство)
- ЮАР, Претория (посольство)
  - Кейптаун (генеральное консульство)
- Судан, Хартум (посольство)
- Тунис (посольство)
- Зимбабве, Хараре (посольство)

## Азия
- Бангладеш, Дакка (консульство)
- Китай, Пекин (посольство)
  - Гонконг (генеральное консульство)
  - Шанхай (генеральное консульство)
- Индия, Нью-Дели (посольство)
  - Мумбай (генеральное консульство)
- Индонезия, Джакарта (посольство)
- Япония, Токио (посольство)
- Казахстан, Астана (посольство)
- КНДР, Пхеньян (посольство)
- Южная Корея, Сеул (посольство)
- Малайзия, Куала-Лумпур (посольство)
- Пакистан, Исламабад (посольство)
- Филиппины, Манила (посольство)
- Сингапур (посольство)
- Шри-Ланка, Коломбо (посольство)
- Таиланд, Бангкок (посольство)
- Туркменистан, Ашхабад (посольство)
- Узбекистан, Ташкент (посольство)
- Вьетнам, Ханой (посольство)

## Океания
- Австралия, также для Новой Зеландии Канберра (посольство)
  - Сидней (генеральное консульство)

## Международные организации
- - Брюссель (постоянная миссия при ЕС и NATO)
  - Женева (постоянная миссия при учреждениях ООН)
  - Найроби (постоянная миссия при учреждениях ООН)
  - Нью-Йорк (постоянная миссия при ООН)
  - Париж (постоянная миссия при ЮНЕСКО)
  - Рим (постоянная миссия при ФАО)
  - Страсбург (постоянная миссия при Совете Европы)
  - Вена (постоянная миссия при учреждениях ООН)